# NicoNote
NicoNote, pseudonimo di Nicoletta Magalotti (Rimini, 14 giugno 1962), è una cantante, attrice e compositrice italiana, principalmente nota per la sua vocalità.

## Biografia

### Formazione
Nata a Rimini da padre italiano e madre austriaca, trascorre la sua infanzia e l’adolescenza tra Italia e Austria, assorbendo entrambe le radici culturali e linguistiche. All’età di 6 anni studia pianoforte e frequenta corsi di danza classica. Da adolescente segue masterclass con Yoshi Oida, Akademia Ruchu, Roy Hart Theatre, e dopo il liceo si iscrive alla facoltà di lettere e filosofia di Urbino, corso di laurea in filosofia. Lascerà l’università per dedicarsi alla musica e al teatro, subito molto attratta dalla scena. Attorno alla fine degli anni 80 anni segue i corsi della scuola di Gabriella Bartolomei.
Particolarmente significativi per la sua visione artistica e la sua formazione l’incontro con Romeo Castellucci e la Socìetas Raffaello Sanzio, con lo scrittore e drammaturgo Luca Scarlini, che la sollecita ad approfondire territori tra poesia e musica.
Significative le amicizie artistiche con il gruppo Sguinc Way e i creativi del clubbing come Loris Riccardi che la coinvolgono nei territori del Camp. Importante l’incontro con il dj David Love Calò con cui nascerà un sodalizio artistico rilevante, sia per l’esperienza Morphine che per le sue proposte sonore che la colpiscono profondamente.

### Carriera
NicoNote agisce nei territori di musica, teatro, installazioni, clubbing.
È conosciuta in particolar modo per essere stata la voce della band Violet Eves, per la sua interpretazione di Cassandra nella Orestea (una commedia organica?) di Romeo Castellucci e per aver curato dal 1994 al 2007 lo spazio culturale Morphine all’interno del Cocoricò.
Nel 1996 ha creato il progetto NicoNote come alias artistico e come sigla per firmare tutte le sue produzioni artistiche trasversali e i suoi progetti di curatela.
Nel 1999 nasce il collettivo AND insieme al compositore e producer Andrea Felli e David Love Calò, fino al 2003 con un album “Fashion Victims” (KTM 2003) che raccoglie i materiali del gruppo.
Significativa inoltre l’amicizia artistica con il regista Francesco Micheli che la dirige in progetti di Teatro-Musicale e quella con la regista e filosofa parigina Patricia Allio con la quale affronta vari progetti di scena contemporanea, che la farà maturare verso una radicalità nella presenza sulla scena e che le farà incontrare esponenti della cultura francese come Francois Tanguy, Catherine Robbe-Grillett e il compositore Mikael Plunian, con cui nascerà un sodalizio artistico molto intenso da cui nascerà la performance sonora “Rapsody (o alfabeto in sogno)", presentata in vari festival internazionali tra cui le Soiree Nomades della Fondation Cartier di Parigi nel 2010.
L’incontro e l’amicizia artistica con Francois Tanguy, molto colpito e affascinato dal mondo artistico e dalla voce di Nicoletta, la porta sovente in Francia alla Fonderie di Le Mans, luogo di creazione e di studio, dove entra in contatto con intellettuali e artisti quali Laurence Chable, Maguy Marin, Jean Paul Manganaro e altri.
Nel suo percorso trasversale NicoNote ha prodotto e licenziato dischi in Italia e all’estero con vari pseudonimi e progetti, ha recitato per registi di teatro e di cinema, creato eventi artistici innovativi, ideato performance sonore tra musica e teatro.
Ha collaborato con numerosi musicisti, di varia estrazione: Patrizio Fariselli, Mauro Pagani, Mas Collective, Teresa De Sio, dj Rocca, Piero Pelù, Andrea Chimenti, Ghigo Renzulli, Roberto Bartoli, Mauro Sabbione, dj David Love Calò, Mirco Mariani, Roberto Colombo, dj Stefano Greppi, Andrea Felli, Stefano Pilia, Bartolomeo Sailer, Roberto Terzani, Antonio Aiaizzi, Drigo dei Negrita, Candelo Cabezas, Adriano Primadei, Luca Bergia dei Marlene Kuntz, Davide Arneodo, Massimo Zamboni, Alfredo Nuti, Dani Marzi, Enrico Gabrielli, Elisabeth Harnik  e altri.
Come attrice è stata diretta da Romeo Castellucci, Francesco Micheli, Maurizio Fiume, Patricia Allio, Fabrizio Arcuri e altri.
Ha all’attivo tour musicali e teatrali in tutta Europa, Canada, Israele, Argentina, Brasile.
Curatrice di spazi e di proposte non convenzionali da ricordare le tre edizioni di "Effetto Doppler" Rassegna Internazionale di eventi Site Specific nei Musei di Rimini e Provincia, dal 2005 al 2009. Insieme al saggista Pierfrancesco Pacoda cura i ''Dialoghi Trasversali'' sulla club culture dal titolo ''Tenera è la Notte'' e la creazione del Premio D'Arcangelo, è del 2020  la curatela del libro "Tenera è la Notte. La club culture di Dino D'Arcangelo" (Interno4 edizioni). Conduce regolarmente masterclass di studio sulla voce, in Italia e all’estero. Dal 2019 insieme alla soprano Monica Benvenuti ha dato vita al progetto di formazione sulla vocalità contemporanea Voci Possibili  in collaborazione con Tempo Reale.
Dal 2022 collabora con Radio Raheem di Milano, con un programma mensile dal titolo ''Syntonic''.

## Discografia

### EP
- 1985 – Listen over the ocean, Violet Eves (IraDea Italia)
- 1986 – Incidental Glance, Violet Eves (IraDea Italia / Japan Nippon Philips  )
- 2019 – Chaos Variation V, NicoNote & Obsolete Capitalism Sound System (Rizosfera / RoughTrade)

### Album
- 1988 – Promenade, Violet Eves (IraDea Italia / France Barclays  )
- 1992 – Nico, Nicoletta Magalotti (Emi Italiana )
- 1999 – Samples, Limited Edition, NicoNote (NicoNote Dream Action)
- 2000 – Overview, Violet Eves (Violet Eves - Materiali Sonori)
- 2003 – Fashion Victims, AND (KTM - Materiali sonori)
- 2007 - Le sang des reves, Mikael Plunian/Patricia Allio (Friction Paris)
- 2013 – Alphabe Dream, NicoNote (NicoNote Dream Action/Cinedelic)
- 2015 - Canzoni da ballo, Extraliscio (Garrincha Dischi)
- 2016 - Immaginisti, Immaginisti (Tennen Rec)
- 2017 – Emotional cabaret, NicoNote (Doc Live/Freecom Music)
- 2018 – Deja V, NicoNote (Mat Factory)
- 2020 - E la chiamano Rimini, Artisti uniti per la città (Interno 4)
- 2020 - Limbo session Vol 1, NicoNote/Wang Inc (Rizosfera / Rough Trade)[13]
- 2021 - Dieci, Aa. Vv.  (Ribalta/Lilium Produzioni, La Mantide)
- 2021 - Donnacirco, Donnacirco (La Tempesta Dischi)
- 2021 - She's always been there, Polychron+  (Totem e Taboo / Materiali Sonori)
- 2021 - Kimera Mendax Vol. 2 - VV.AA. (New Interplanetary Melodies /Kuro Jam Recordings)

### Singoli
- 1989 – Padam Padam, Litfiba/Moda/Violet Eves (Ira/Ira France)
- 1989 - Estrellita, Panoramics (Jocker Rec)
- 1990 – Alba Chiara, Union Aa.Vv. (compilation CGD)
- 1992 – Te Quiero Ancora, Nicoletta Magalotti (Emi Italiana )
- 1992 – Riparto da zero, Nicoletta Magalotti (Emi Italiana )
- 2001 – En Chute libre, Violet Eves (Jazz Magazine)
- 2001 – When I am Laid, AND (compilation Rimini&Co)
- 2003 – Mystic Rose, AND (compilation Acid Jazz 2003 New Sound)
- 2003 – Panorama Astratto, Dippy Site (MoDo/Level One /Warner Chappell)
- 2004 – Dreamers, AND (compilation Maffia Sound 2004 FTM)
- 2004 – Open Shells, AND (Compilation Andy Warhol By Cultura EMI)
- 2005 – Mystic Rose, AND (remastered by Ajello su Compilation KTM)
- 2005 - Cosmic, Slick Station (Uomo Rec)
- 2006 - Living on a video, Stefano Greppi feat NicoNote (Screen Rec)
- 2009 – Neverending, NicoNote (Acanto Rec)
- 2011 -  Party Girl, Limo feat NicoNote (Recycle Rec / Irma)
- 2018 – Listen over the ocean, Violet Eves (Uneven Path: Deviant Pop From Europe 1980-1991” Music from Memory)
- 2019 -  Okinawa, Club Paradiso feat NicoNote (Cinedelic)
- 2023 - Canzone Istantanea, NicoNote (Lady Day Records)
- 2023 - Paradiso Inconsapevolezone, CoCoRocca & NicoNote, (DSPRR)

## Performance sonore
“Monophagia” ideazione, regia, drammaturgia, scene Nicoletta Magalotti, 1984
“Post coitum tristitiae“ regia, drammaturgia, Nicoletta Magalotti, scene Edoardo Sanchi, 1984 
“Nico sings a little Yoko Ono compilation” ideazione NicoNote, electronics Mauro Sabbione, 1996 
“Gedicht an die Dauer “ da Peter Handke, a cura di NicoNote, 1997
“Règola” da Hildegard Von Bingen ideazione, direzione, drammaturgia di NicoNote, 2003 
“Private Space” ideazione, direzione, drammaturgia NicoNote, scene Edoardo Sanchi, 2002
“L’angolo delle Fiabe” dai Bruder Grimm, a cura di NicoNote,2004
“Fever 103°” da Sylvia Plath, ideazione, regia, drammaturgia, scene NicoNote, 2004
“Porpora una suite barocca“ di e con NicoNote, regia Francesco Micheli, drammaturgia Luca Scarlini, Video Yuri Ancarani, scene Giacomo Strada, costumi Maria Angela Perna, produzione NicoNote, Argonavis, 2006
“S” da Cristina Campo, ideazione, direzione, drammaturgia di NicoNote, 2006
“Tutto kaput” ideazione, direzione, drammaturgia, scene di NicoNote, 2007
“Rhaspody (or Alphabet dream)” ideazione, direzione, drammaturgia NicoNote, Musiche Mikakel Plunian e NicoNote, Consulenza letteraria Luca Scarlini, Scene Pietro Paroletti, costumi Olivia Spinelli, a cura di Festival MilanOltre. 2008 
“Botanico Sogno” ideazione, direzione, drammaturgia, scene di NicoNote, 2009
“LOVE LOVE and LOVE” ideazione, direzione, drammaturgia, scene di NicoNote, Video Gerardo Lamattina, 2010
“Le donne che ardono finiscono per rovinare i boschi” ideazione, scene e musica di NicoNote, testi di Lina Prosa, 2010 
“Drinnen, performance suite through Schumann” ideazione, direzione, drammaturgia di NicoNote, scene di Pietro Paroletti, 2011
“Possibile Songs” a ideazione e regia a cura di NicoNote, con Alfredo Nuti e Dani Marzi, 2012
“DURCH /a Study , da Wagner’s Wesendock lieder” ideazione, direzione, drammaturgia, scene di NicoNote, 2012
“Emotional Cabaret” ideazione, direzione, drammaturgia, scene di NicoNote, Musica di NicoNote, Alfredo Nuti, Dani Marzi, 2014 
“STILL: the butcher project” ideazione, direzione, drammaturgia NicoNote, Musica di NicoNote, Alfredo Nuti, Dani Marzi, Scene di Pietro Paroletti, a cura di Festival Der Regionen (A), 2015 
“In the mood for landscape” drammaturgia di NicoNote, a cura di Elisabeth Harnik e NicoNote, 2017
"NicoNote legge Amelia Rosselli" di NicoNote a cura di We Reading, 2019
"REGOLA suite ispirata a Hildegard von Bingen" REWORK 1° studio di e con NicoNote, a cura di ICE Festival Bretagne (F), 2020
"REGOLA" suite ispirata a Hildegard von Bingen REWORK ideazione, direzione, drammaturgia NicoNote, Sound design di Demetrio Cecchitelli, a cura di NicoNote Dream Action, 2022
''AN DIE UNERKANNTE / ALLA SCONOSCIUTA'' di e con NicoNote, drammaturgia NicoNote, produzione NicoNote Dream Action, Festival Letteratura Mantova, in collaborazione con Motus Vague 2023
''RESPIRO'' Un ritratto di Thomas Bernhard per parole e musica, di e con Luca Scarlini e NicoNote, drammaturgia di Luca Scarlini, Sound design di NicoNote, 2023

## Teatro
- 1980 - “Raid “ al Luna Park di Miramare di Rimini, regia di Magazzini Criminali
- 1981 - “Der Innenwelt der Aussenwelt der Innenwelt“ da Peter Handke, ideazione e regia di Tic Teatroincerca/Macchine Celibi
- 1981 - “Pequod” da H. Melville, regia di Teo De Luigi e Leo Toccafondi
- 1982 - “Spettracolo” ideazione di Vittorio D’Augusta, regia Teo De Luigi
- 1982 - “Venezia Città Reale/Città Immaginaria” ideazione e regia di Tic Teatroincerca/Macchine Celibi
- 1983 - “La macchina celibe n°1 e n°2” ideazione e regia di Tic Teatroincerca/Macchine Celibi
- 1985 - “Cassandra appunto” da Christa Wolf, ideazione e regia di Teatro degli Dei
- 1986 - “Solitarietà” da Christa Wolf, ideazione e regia di Teatro degli Dei
- 1988 - “Malaparte”, regia di Massimo Luconi
- 1994 - “Cento Attori” a cura di Leo de Berardinis
- 1995 - “Orestea (una commedia organica?)” da Eschilo, regia di Romeo Castellucci
- 1999 - “Voyage au bout de la nuit “ da L.F. Cèline, regia di Romeo Castellucci
- 2001 - “Cerimonia: Viaggio errante verso Shakespeare in 3 siti e 7 quadri” regia di Monica Francia[17]
- 2003 - “Ti ho amata per la tua voce” da S. Nassib regia di Elisabetta Pozzi, drammaturgia Luca Scarlini
- 2004 - “Volponi. Corpi e memorie” a cura di Luca Scarlini e Annamaria Guarnieri
- 2005 - “Romanzo da Tre Soldi” da Kurt Weill, regia di Francesco Micheli
- 2007 - “Life is but a dream” da Kathy Acker, regia di Patricia Allio[18]
- 2007 - “Le sang des Reves” da Kathy Acker, regia di Patricia Allio
- 2008 - “La sirenetta” da H.C. Andersen, regia di Francesco Micheli
- 2010 - “Caligola e la Luna” da Camus, regia di Otello Cenci
- 2013 - “Genau” Coreografia e regia di Katja Fleig
- 2013 - “Cortesie per gli ospiti” regia e cura di Teatro Magro
- 2015 - “Sweet Home Europa” da Davide Carnevali, regia di Fabrizio Arcuri[19]
- 2015 - “Gothic Night” a cura di Luca Scarlini e Festival Letteratura Mantova
- 2015 - “Orestea (una commedia organica?)” da Eschilo, regia di Romeo Castellucci
- 2015 - “Mission Donizetti” drammaturgia e regia di Francesco Micheli
- 2018 - “Ulysses Now” da James Joyce, a cura di Coniglio Viola
- 2018 - “Dans le pays d’hiver” da Cesare Pavese, ideazione e regia di Silvia Costa

## Videografia
- 1992 - “Amico mio” regia di Alessandro Kornfeind, a cura di Marco Balich
- 2003 - “Sister” animazione e regia di Massimo Ottoni, a cura di Farmhouse studio
- 2009 - “Fire walk with me /indagini sulla creatività” regia di Collettivo Mo’Studio
- 2009 - “Displaced Manifesto, regia di Collettivo Mo’Studio
- 2010 - “Alphabe Dream” regia di Leonardo Casali, a cura di NicoNote Dream Action
- 2012 - “Possibile Songs” regia di Davide Montecchi
- 2013 - “Cabiria Happy House” regia di LuckyAssembler, a cura di NicoNote Dream Action
- 2014 - “Limbo session” regia di Noroof
- 2014 - “Emotional Cabaret” / Teaser regia di Alessia Travaglini
- 2015 - “Emotional Cabaret” / Clip regia di Lucky Assembler
- 2019 - "Axtral Requiem"  regia Alì Beidoun, a cura di Rizosfera
- 2021 - "Orizzonti Perfetti" / Clip regia di Gianluca Pernafelli, a cura di New Interplanetary Melodies / Kuro Jam

## Musica per film e documentari
“L’amico arabo” regia Duccio Fornari, Musica Antonio Aiazzi, 1991
“Flow - Das Kreativitätsprinzip” regia di Carola Mair, Musica NicoNote, 2015
“Yuri - Sulle orme di Yuri Ahronovitch” regia di Nevio Casadio, Musica Aa. Vv. 2016

## Filmografia
Stradivari,  regia di Giacomo Battiato, 1987
I cammelli, regia di Giuseppe Bertolucci, 1988
I pavoni, regia di Luciano Mannuzzi, 1994
Isotta, regia di Maurizio Fiume, 1995 
Hotel Paura, regia di Renato De Maria, 1996
Il bambino sull’acqua, regia di Paolo Bianchi, 2006

## Pubblicazioni
• 1995 - Tondelli e la musica, Aa.Vv. Baldini e Castoldi
• 2003 - Panta Tondelli Tour, Aa.Vv.  Bompiani Milano
• 2003 - Frequenze Fiorentine, Aa.V.v. a cura di Bruno Casini, Arcana Ed. Roma
• 2007 - Tondelli e Riccione, Aa.V.v. Guaraldi Ed. Rimini
• 2008 - Kathy Acker Théâtre écritures, Aa.V.v. Ed Frictions, Paris
• 2009 - Sister morphine, Rolling Stones Magazine n°68, Ed Bernardini Milano
• 2012 - L’ultimo dei Marziani, Aa.V.v. Ed. Caratteri Mobili, Bari
• 2014 - Fire walk with me,  e-book IED Milano
• 2017 - Lampi, passaggi, Veronica Azzinari e NicoNote - Limited Edition Montefiore
• 2018 - 1968, Aa.V.v. roots§routes Magazine luglio,  Ed. Routes Agency Roma
• 2019 - Chaos Variation V, Libro 16 pagine Aa. Vv. Rizosfera Reggio Emilia
• 2019 - New wave a Firenze. Anni in movimento, Aa.V.v. a cura di Bruno Casini, Zona Ed. Genova
• 2020 - La club culture di Dino D’Arcangelo, a cura di NicoNote e Pierfrancesco Pacoda, Interno 4 ed. Rimini

## Doppiaggio
- 2017 - “Show Cap for children”. European communit project- animazione e regia di Masi

## Didattica
- “L'ENERGIA NELLO SGUARDO E NELLA VOCE"

1992 Scuola di Musica Andrea del Sarto, FIRENZE;
1993 Centro Sociale Fiorentino, REPUBBLICA DI SAN MARINO
- “Shakespeare è SOL minore“, 2001 at National Festival of Women Dramaturgy - Teatro La Limonaia SESTO FIORENTINO (Fi)[21]

- “Report "percorso unico e originale come artista e come organizzatrice di eventi.” 2002 at Le artipiche / Monitoring permanente sul Gender - BOLOGNA

- Workshop “STRUMENTO VOCE / IMMAGINAZIONE"

2000 “Centro Chiara Luce” - RIMINI;
2001 “festival di danza Urbana Ammutinamenti “ - RAVENNA;
2005 “Spina Festival “ – COMACCHIO (Fe);
2006 “Teatro Dimora L’Arboreto “ - MONDAINO (RN);
2008/ 2009/ 2010 “Mulino di Amleto” - RIMINI;
2018 Cisim - RAVENNA ; Festival a Passo d’Uomo - GEMMANO (RN);
Centro FormaMi RIMINI;
2022 Teatro Valdoca Cantiere: Ciò che ci rende Umani, CESENA (Fc)
- “Laboratorio di lettura fiabe per adulti” Dal 2002 al 2005 at Circolo Acli, San Giuliano, RIMINI

- Workshop “A.D. Report sulla Direzioni Artistica Eventi“ 2004 Università di Bologna Facoltà di Lettere e Filosofia, Master Zona Moda RIMINI– DAMS – Prof. Carlo Antonelli

- Workshop “Le Parole che contano” 2006 report Camera del Lavoro, RIMINI

- Workshop “DARE VOCE”

dal 2009 al 2015 Liceo Musicale Istituto “G. Lettimi” RIMINI;
2011 - Teatro Ringhiera / ATIR – MILANO;
2011 - Spazio K / Kinkaleri - PRATO;
2012 – Cinema Palazzo Occupato - ROMA;
2012 - Cantiere della Musica - LUCCA;
2012 – teatro Valle Occupato – ROMA;
2012 – F.A.C.K. festival of Art and Contemporary Culture - CESENA;
2015 – AtelierSi - BOLOGNA;
2016 – Teatro Rossi Aperto - PISA;
2017 - Ateliersi - BOLOGNA;
2018 - Ateliersi - BOLOGNA;
2018 - Arti Mestieri - PESARO;
2018 - Cisalide Festival XXV - FORLI’;
2019 – Ateliersi – BOLOGNA;
2019 – Cisim – RAVENNA;
2019 – Scuola di musica del Garda – DESENZANO DEL GARDA;
2022 - Università Aperta - RIMINI
- Workshop “Dare Voce alla Parola” 2011 Actoral - festival of contemporary writing at theatre Montevideo - MARSIGLIA (F)

- Workshop “Dido Out Format/ Il mito di Didone oggi”

2011 - 2012 Cooperativa 100 fiori (con gli ospiti del centro diurno), RIMINI;
2015 – 2016 Mulino d’Amleto, RIMINI
- Workshop “Fuoco cammina con me: indagine sulla creatività contemporanea”

2008 - 2009 Università di Bologna Facoltà di Lettere e Filosofia – Master Zone Moda, RIMINI – Prof. Mario Lupano;
2009 Convegno Le Connessioni inattese, Istituto per gli Studi Filosofici, NAPOLI;
2014 IED Istituto Europeo Design, MILANO - progetto IED square coordinato da Prof. Davide Alesina
- Conferenza “Il corpo d’attrice: NicoNote/Cassandra. Nell’Orestea di Romeo Castellucci” 2016 Convegno Origine Ordine Disordiner, Progetto Amazzone - PALERMO

- Workshop “Sing a Song”

2016 Cisim - Lido Adriano RAVENNA;
2017 Cisim - Lido Adriano RAVENNA;
- Workshop “Paesaggio Silenzio Voce” 2018 – Festival A passo D’Uomo GEMMANO(RN)

- “VOCI POSSIBILI ” laboratorio sulla vocalità contemporanea. Dal 2019, insieme alla cantante Monica Benvenuti, in collaborazione con Tempo Reale, FIRENZE

## Premi e riconoscimenti
- 1986 Premio Oscar Indipendenti Tenax & RockStar Magazine, Miglior cantante
- 1996 Premio Fondi - La Pastora, per l’interpretazione di Cassandra in Orestea di Romeo Castellucci, Migliore attrice
- 1998 Premio Byblos Oscar, insieme a dj David Love Calò per Morphine Room, Miglior spazio Innovativo
- 2005 Premio Byblos Oscar, Miglior performer Innovativa